# Ruuli-nyala
Le ruuli-nyala, ruuli (ou ruruuli) et nyala (ou lunyala), est une langue bantoue parlée par la population ruli en Ouganda.